# Desmodieae
Desmodieae là một tông trong họ Fabaceae. Tông này gồm 2 phân tông Desmodiinae và Lespedezinae.

## Các phân tông và chi
Các chi sau được liệt kê theo USDA:
Phân tông Desmodiinae:
- Alysicarpus Desv.
- Aphyllodium (DC.) Gagnep.
- Arthroclianthus Baill.
- Christia Moench
- Codariocalyx Hassk.
- Dendrolobium (Wight & Arn.) Benth.
- Desmodiastrum (Prain) A. Pramanik & Thoth.
- Desmodium Desv.[2]
- Droogmansia De Wild.
- Eleiotis DC.
- Leptodesmia (Benth.) Benth. & Hook. f.
- Mecopus Benn.
- Melliniella Harms
- Nephrodesmus Schindl.
- Phyllodium Desv.
- Pseudarthria Wight & Arn.
- Pycnospora R. Br. ex Wight & Arn.
- Tadehagi H. Ohashi
- Trifidacanthus Merr.
- Uraria Desv.

Phân tông Lespedezinae:
- Campylotropis Bunge
- Kummerowia Schindl.
- Lespedeza (khoảng 40 loài)

## Hình ảnh

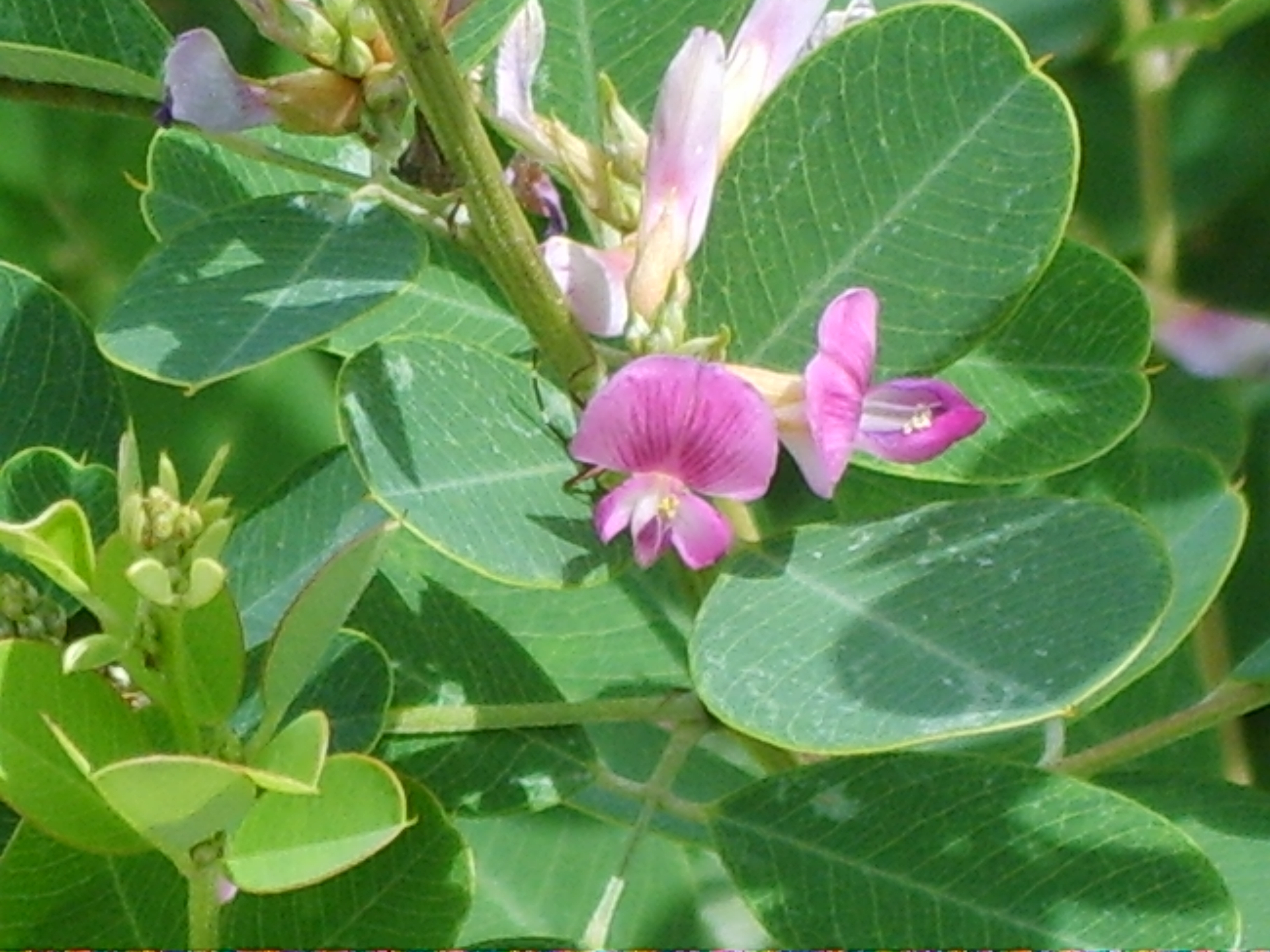
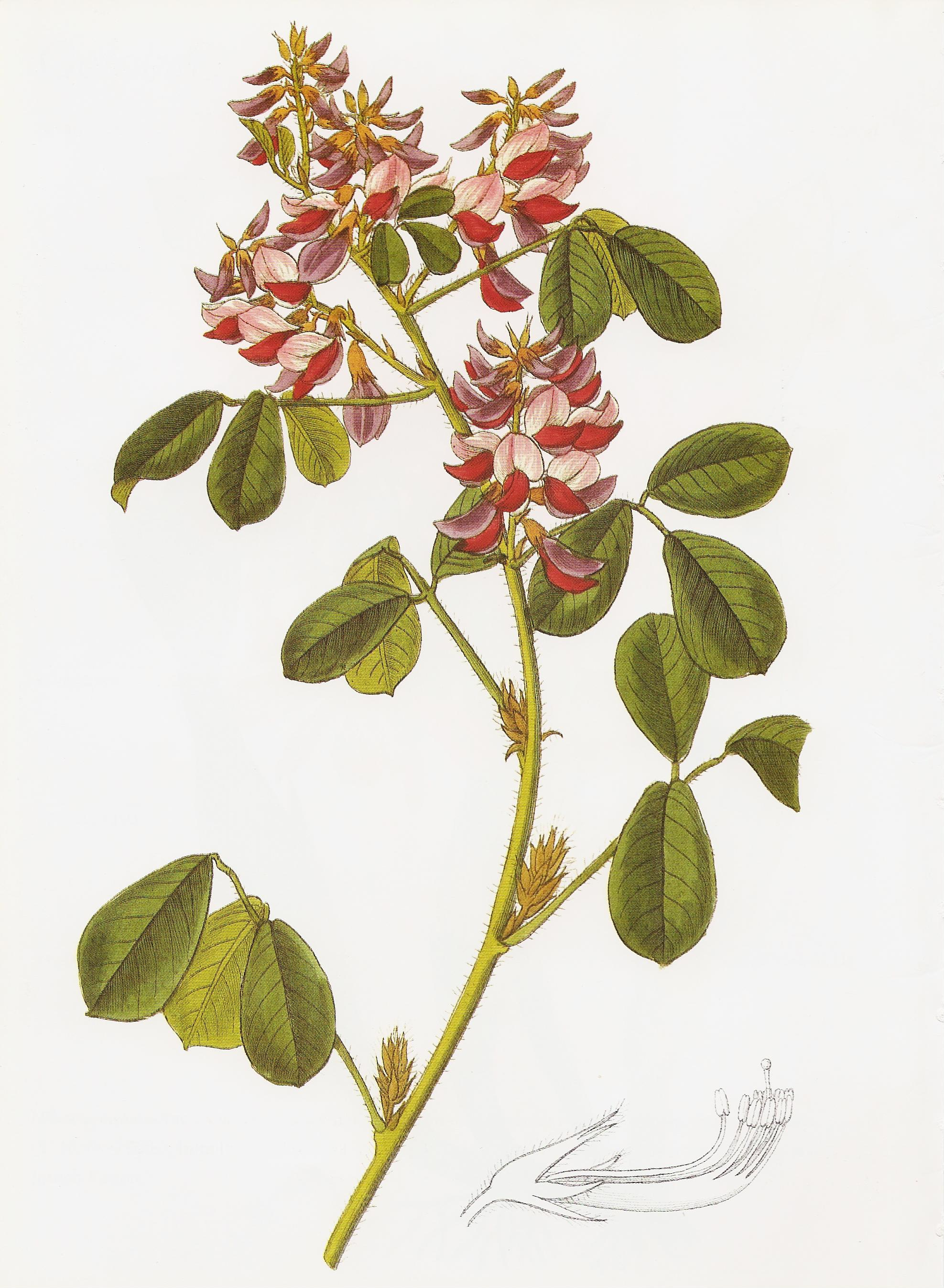
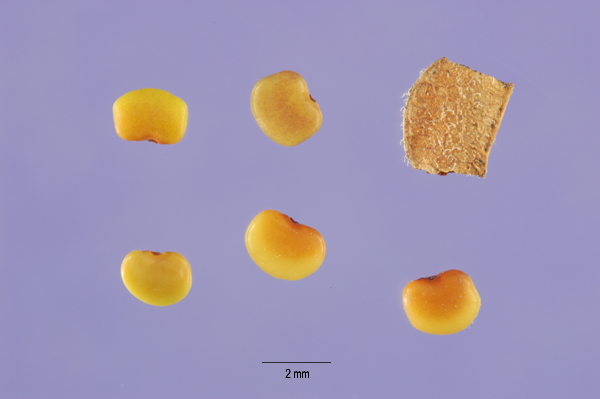
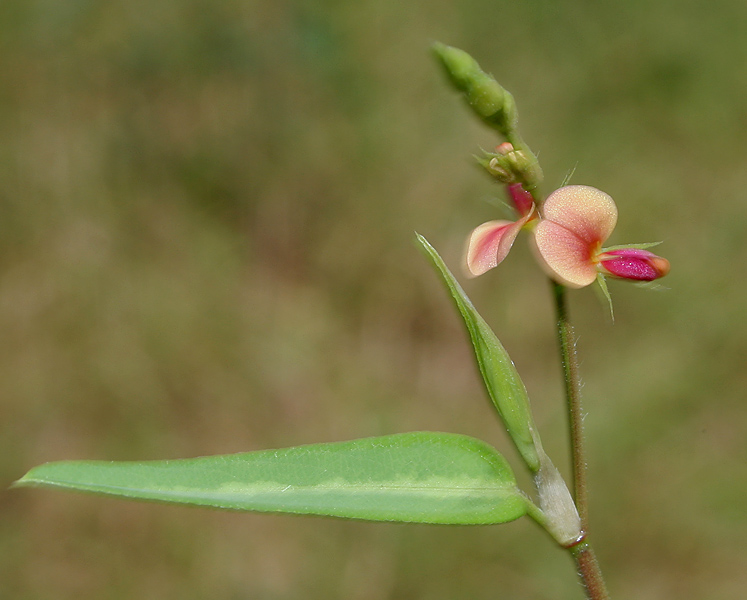